# 特吕格弗·舍特
特吕格弗·舍特（挪威語：Trygve Schjøtt，1882年8月5日—1960年12月18日），挪威男子帆船运动员。他曾代表挪威参加1920年夏季奥林匹克运动会帆船比赛，获得一枚金牌。他于1960年在克温赫拉去世。